# Història del golf a Catalunya
Breu història del golf a Catalunya.

## Història
L'esport del golf fou introduït a Catalunya pels anglesos residents al país. Durant molts anys fou un esport lligat a l'aristocràcia. El primer club de golf dels Països Catalans fou el Barcelona Golf Club, fundat el 1912 a Pedralbes sota la direcció del comte de Txurruca. La necessitat de construir un camp de golf amb totes les garanties feu que el 1914 el club es traslladés a Sant Cugat del Vallès a uns terrenys cedits per La Canadenca i passés a anomenar-se New Barcelona Golf Club primer i des del 1934 Sant Cugat Golf Club. Durant la guerra civil al camp es va instal·lar un camp d'instrucció militar. El club va tenir greens de sorra fins al 1950, i no fou fins a la remoledació de l'any 1959 que s'instal·laren greens d'herba i els 18 forats preceptius.
El 1927 es fundà a Sitges el Terramar Golf Club per iniciativa de Salvador Casacuberta i Vinyals i Alfons Macaya i Sanmartí, el segon club de Catalunya.
El golf català comença una expansió força important a partir de la segona meitat de la dècada dels 70, arran de les victòries de Severiano Ballesteros a nivell internacional. Cal destacar la tasca feta pels clubs catalans, com el Sant Cugat GC, el Club Terramar de Sitges, el Club de Golf de la Cerdanya, a Puigcerdà, el Club de Golf Llavaneres (1945), el Reial Club de Golf El Prat (1954), el Club de Golf Pals (1966), el Club de Golf Costa Brava, a Santa Cristina d'Aro (1968) i el Club de Golf Vallromanes (1972). Aquests clubs i d'altres organitzen destacats torneigs, com l'Open del Vallès, els campionats de Catalunya, l'Open Sanyo, l'Open La Vanguardia, la Copa Barcelona, alguns Opens d'Espanya i l'Open Catalonia. L'any 1968 es fundà la Federació Catalana de Golf.

## Golfistes destacats
Dècada de 1980
- Àngel Gallardo
- Manuel Calero
- Joan Anglada
- Domingo Hospital
- Marta Figueras Dotti[5]

Dècada de 1990
- Estefania Knuth

Dècada de 2000
- Paula Martí
- Pablo Larrazábal